# Список римских узурпаторов
В этом списке присутствуют люди которые поднимали восстания в определённой провинции Римской империи. Но не те люди которые хотели захватить власть убийством императора или те у которых не получилось поднять восстание.

## Узурпаторы, ставшие законными императорами
Следующие лица начинали править как узурпаторы, но впоследствии они установили контроль над всей империей.

### 1-е междуцарствие
- Гальба (68-69) в Тарраконской Испании
- Отон (69) в Риме
- Вителлий (69) в вехней Германии
- Веспасиан (69-79) в Иудее

### 2-е междуцарствие
- Септимий Север (193-211) в Паннонии

### Кризис III века
- Макрин (217-218) в Сирии
- Элагабал (218-222) в Риме
- Максимин I Фракиец (235-238) в нижней Германии
- Гордиан I (238) в Африке
- Филипп I Араб (244-249) в Аравии
- Деций (249-251) в Паннонии
- Требониан (251-253) в Мёзии
- Эмилиан (253) в Италии
- Валериан I (253-260) в Италии
- Клавдий II Готский (268-270) в Далмации
- Аврелиан (270-275) в Паннонии
- Флориан (276) в Риме или Киликии
- Проб (276-282) в Паннонии
- Кар (282-283) в Норике
- Диоклетиан (284-305) в Азии

### Доминат
- Константин I Великий (306-337) в Британии
- Максенций (306-312) в Италии
- Ветранион (350) в Мёзии
- Юлиан II Отступник (361-363) в Галлии
- Максим (383-388) в Галлии

### Западная Римская империя
- Константин III (407-411) в Испании
- Иоанн (423-425) в Риме
- Петроний (455) в Риме
- Авит (455-456) в Риме
- Либий (461-465) в Италии
- Олибрий (472) в Италии
- Глицерий (473-474) в Риме
- Ромул Августул (475-476) в Риме

## Узурпаторы, не ставшие законными императорами
- Клемент (16), раб Агриппы Постума. После смерти хозяина выдал себя за него и в Галлии пытался захватить власть императора Рима.
- Скрибониан (42), легат Далмации. Хотел реставрировать республику Далмации.
- Лже-Нерон I (68), поднял восстание в Греции.
- Макр (68), легат Африки. После смерти Нерона восстал в Африке против Гальбы.
- Нимфидий (68), преторианский префект. До приезда Гальбы в Рим объявил себя незаконнорождённым сыном Калигулы и восстал.
- Юлий (70), уроженец за Галлии. Сделал попытку освободить Галлию из под Римского владычества.
- Лже-Нерон II (80), римлянин из Азии. Выдал себя за покойного Нерона и возглавил восстание в малой Азии.
- Лже-Нерон III (88), парфян восставший в Месопотамии
- Сатурнин (89), восстал в верхней Германии
- Кассий (175), восстал в Сирии и Египте узнав что умер Аврелий, однако всё равно продолжил восстание даже узнав, что Аврелий жив.
- Нигер (193—195), восстал в Сирии и Египте.
- Альбин (195—197), восстал в Галлии и Британии.
- Максим (219), восстал в Сирии.
- Вер (219), восстал в Сирии после Максима.
- Ураний (220), провозглашён в Дакии. Упоминается только у Зосимы.
- Селевк (221), восстал в Мёзии ?.
- Таврин (ок. 230), восстал в Месопотамии.
- Камилл (232—235), после покушения на жизнь Александра стал править с ним. В настоящее время считается вымышленным.
- Квартин (235), восстал в Месопотамии.
- Сабиниан (240), восстал в Африке.
- Иотапиан (248—249), восстал в Сирии.
- Пакатиан (248), восстал в Мёзии.
- Спонсиан (248), восстал в Паннонии.
- Лициниан (250), восстал в Далмации.
- Приск (250), восстал во Фракии.
- Валент Старший (250), восстал в Далмации.
- Силибаннак (между 248 и 253), восстал в Галлии.
- Кириад (255), восстал в Сирии.
- Ингенуй (260), восстал в Паннонии.
- Регалиан (260—261), восстал в Паннонии после Ингенуя
- Макриан Старший, Макриан Младший (260—261), в малой Азии.
- Квиет (260—261), восстал в Сирии.
- Балиста (261), восстал в Египте.
- Мемор (261), восстал в Египте после Балисты.
- Эмилиан (261—262), восстал в Египте после Мемора.
- Валент Младший (261), восстал в Ахее.
- Пизон (261), восстал в Ахее после Валента.
- Цельс (265), восстал в Африке.
- Требеллиан (266), восстал в Исаврии.
- Сатурнин (264)
- Постум I (260—269), восстал в Галлии, Испании и Британии.
- Постум II (260—269) сын и соправитель Постума I
- Лелиан (269), восстал в нижней Германии.
- Марий (269), преемник в Галлии и Британии после Постума.
- Викторин I (269—271), преемник Мария.
- Викторин II (271), преемник Викторина I.
- Тетрик I (271—274), преемник Викторина I.
- Тетрик II (273—274), сын и соправитель Тетрика I
- Оданат (260—267), восстал в Месопотамии.
- Герод (260—267) сын и соправитель Одената.
- Меоний (267), преемник Одената в Египте, Сирии и Месопотамии.
- Вабаллат (267—273), преемник Одената.
- Цензорин (270), восстал Ассирии.
- Домициан (270—271), восстал в Белгике.
- Фелициссим (271), восстал в Риме.
- Септимий (271—272), восстал в Далмации.
- Урбан (272), восстал после Септимия.
- Фирм (273), восстал в Египте.
- Антиох (273), восстал в Сирии.
- Фаустин (274), восстал в верхней Германии.
- Боноз (280), восстал в нижней Германии.
- Прокул (280—281), восстал с Бонозом.
- Сатурнин (280), восстал в Иудее.
- Юлиан (283—284), восстал в Италии.
- Юлиан (284—285), восстал в Паннонии.
- Аманд и Элиан (285), восстали в Галлии.
- Караузий I (286—293), восстал в Британии.
- Аллект (293—296), восстал после Караузия.
- Домициан (297), восстал в Египте.
- Ахиллей (297—298), восстал после Домициана.
- Евгений (303), восстал в Сирии.
- Александр (308—311), восстал в Африке.
- Калокер (334), восстал на Кипре.
- Непотиан (350), восстал в Риме.
- Магнеций (350—353), восстал в Галлии.
- Караузий II (354—358), восстал в Британии.
- Сильван (355), восстал в Галлии.
- Прокопий (365—366), восстал в малой Азии.
- Марцелл (366), восстал после Прокопия.
- Теодор (372), восстал в Сирии.
- Фирм (372—375), восстал в Африке.
- Евгений (392—394), восстал в Западной римской империи.
- Марк (406—407), восстал в Британии.
- Грациан (407), восстал после Марка.
- Максим (409—411), восстал в Испании.
- Аттал (409—410, 414—415), восстал в Риме.
- Иовин (411—413), восстал в верхней Германии.
- Себастиан (412—413), восстал с Иовином.
- Гераклиан (413), восстал в Италии.
- Бонифаций (427), восстал в Африке.
- Арванд (468), восстал в Галлии.

## Узурпаторы, после падения Римской империи
- Непот (476—480) в Далмации
- Бурдунелл (496—497) в Испании
- Пётр (506) в Испании